# Lamiodendron
Lamiodendron é um género botânico pertencente à família Bignoniaceae.

## Espécie
Lamiodendron magnificum

## Nome e referências
Lamiodendron van Steenis.